# Pervalka
Pervalka je pobřežní vesnice, která se nachází v litevské části Kuršské kosy v Klaipėdském kraji, asi 34 kilometrů jižně od Klaipėdy. Je součástí obce Neringa. Založena byla v roce 1836 obyvateli pískem zasypaných vesnic. Z vesnice pocházel pruský básník, teolog a vysokoškolský pedagog Liudvikas Rėza, který má v blízkosti Pervalky svůj pomník. Zajímavostí je také ostrovní maják v Pervalce a mys Žirgų ragas (mys hřebců).

## Další informace
Hlavním zdrojem příjmů obyvatel Pervalky je dnes turistických ruch.

## Galerie

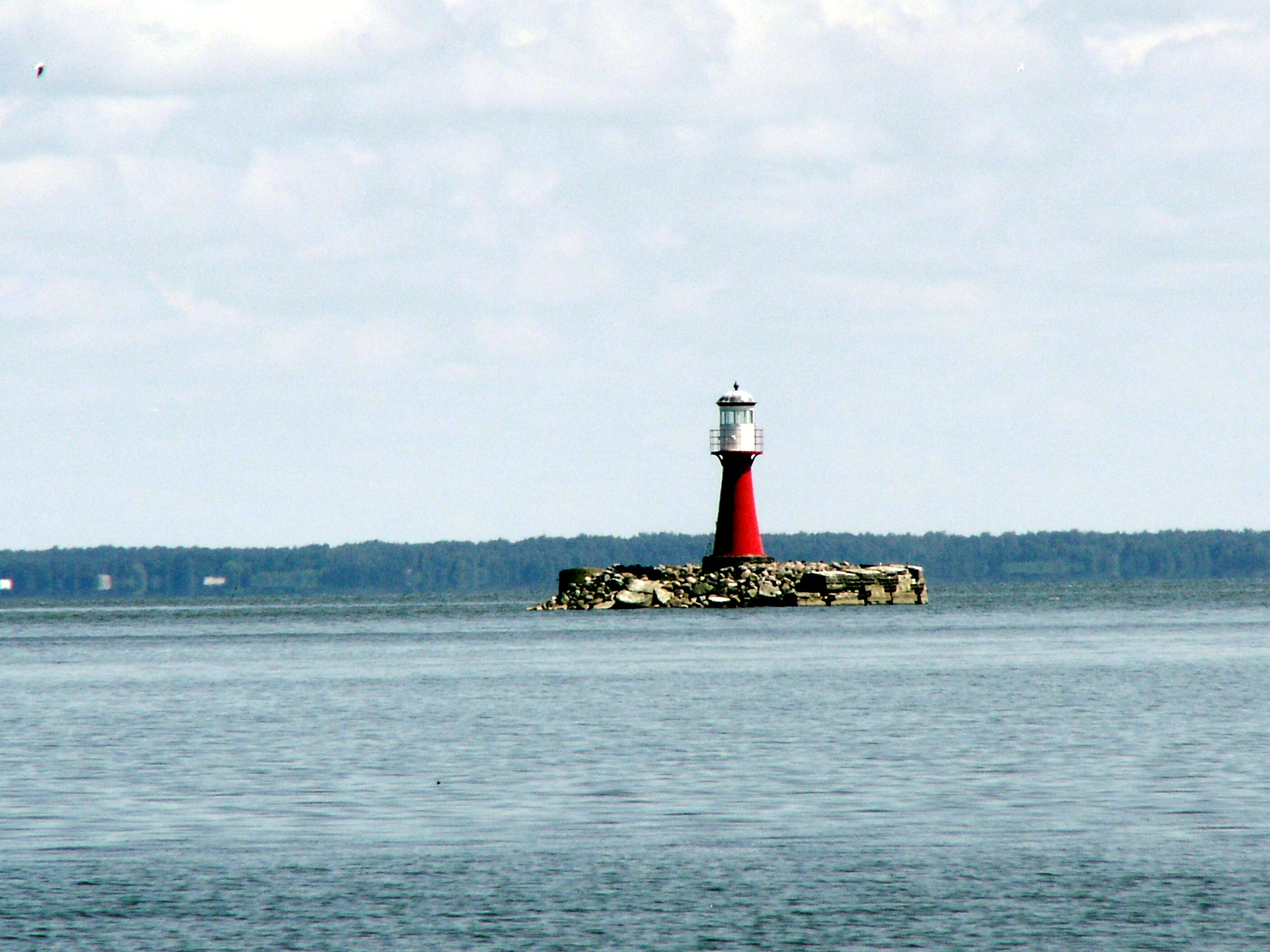
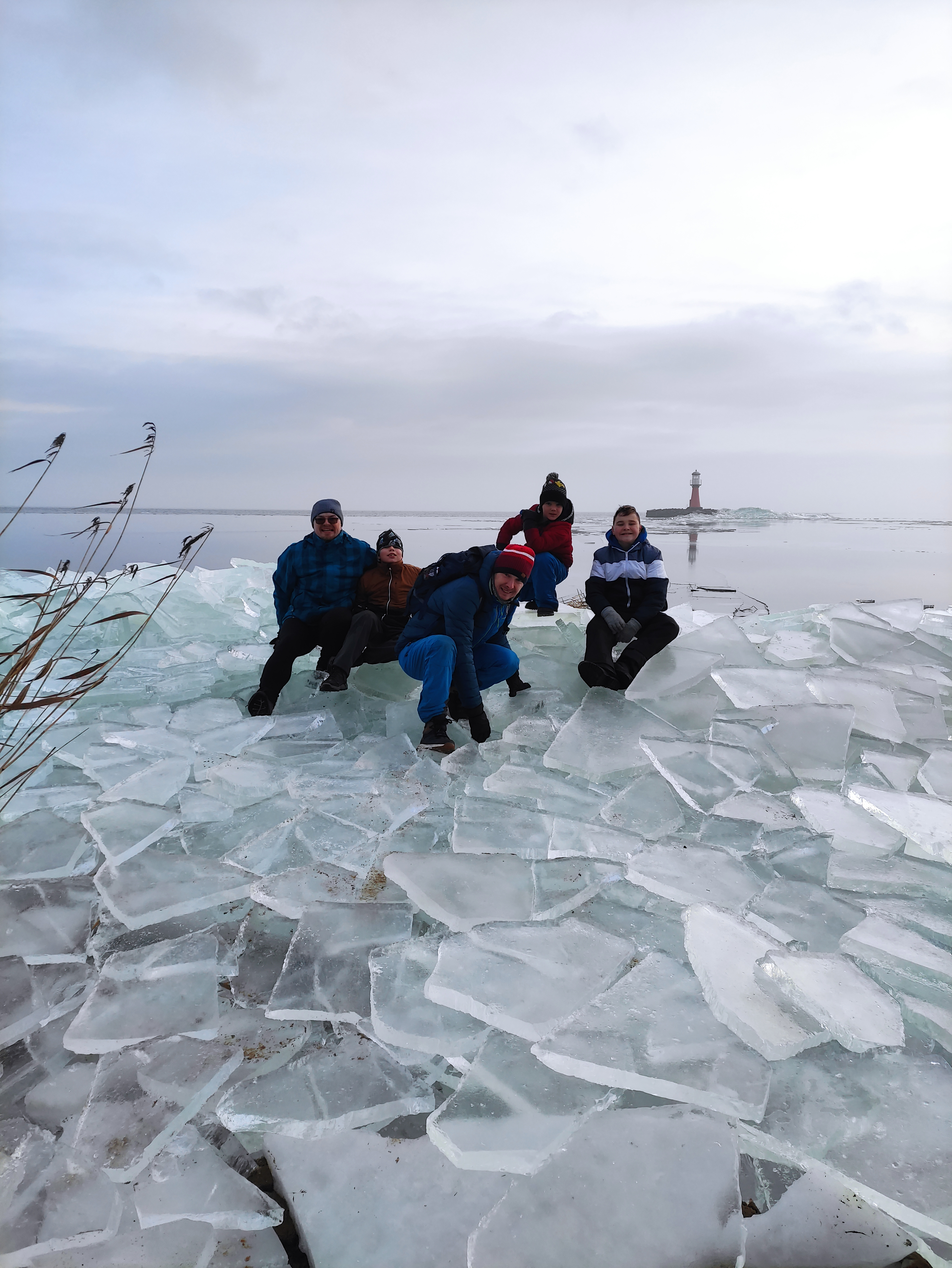
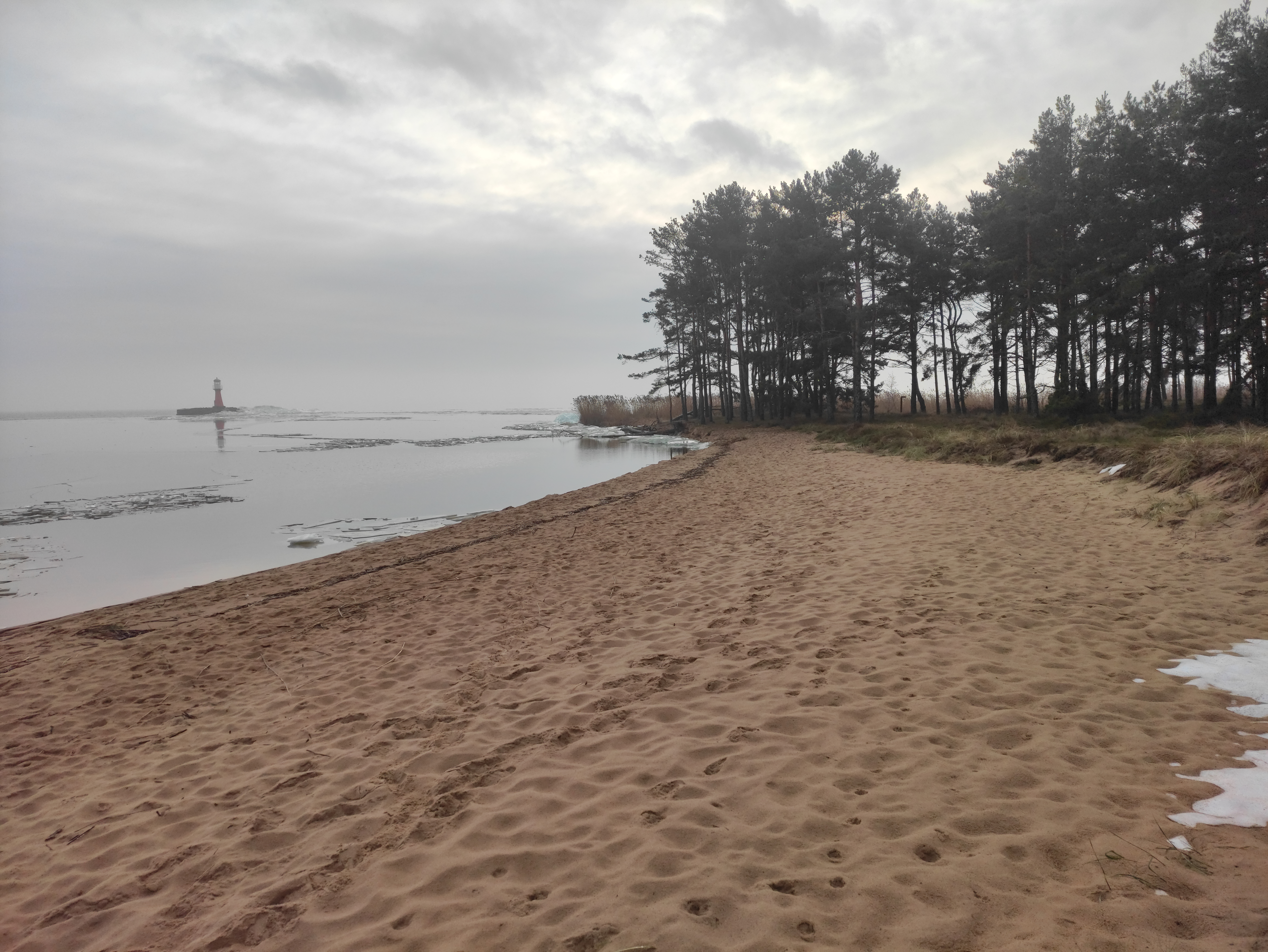